# Keith Wilson
Keith Wilson – amerykański zapaśnik w stylu klasycznym. Brązowy medal mistrzostw panamerykańskich w 1998. Piąty w Pucharze Świata w 1996 roku. Zawodnik Manassas Stonewall Jackson High School w Wirginii, University of Oklahoma i U.S. Army.